# Гораймовка
Гора́ймовка (укр. Гораймівка) — село в Колковской поселковой общине Луцкого района Волынской области Украины.
Код КОАТУУ — 0723681901. Население по переписи 2001 года составляет 1293 человека. Почтовый индекс — 44681. Телефонный код — 3376. Занимает площадь 1,39 км².